# Norberto Fontana

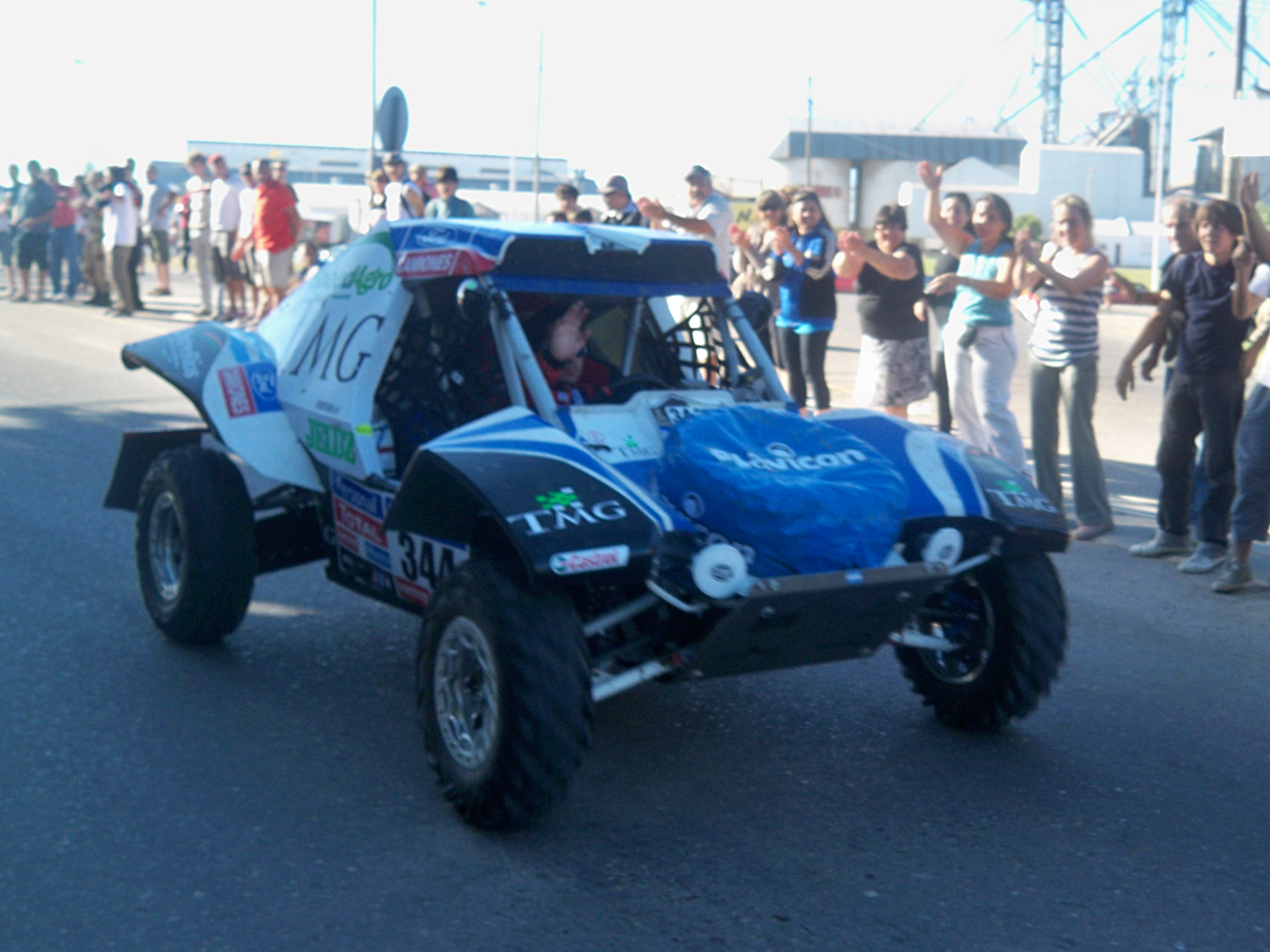
Norberto Fontana

Norberto Fontana, född 20 januari 1975 i Arrecifes, är en  argentinsk racerförare. 

## Racingkarriär
Fontana vann flera tävlingar i formel 3 och vann det tyska mästerskapet 1995.  Han var nära en förlamning efter en krasch i Macaus Grand Prix samma år, då han i stort sett var klar för formel 1-stallet Sauber. Han blev snart friskförklarad och deltog med viss framgång i Formel Nippon säsongen 1996 och delar av 1997. 
Säsongen 1997 fick han till slut debutera i formel 1 för Sauber. Några poäng tog han dock inte, utan blev mest berömd för att kontroversiellt ha hindrat Michael Schumachers rival Jacques Villeneuve i finalen i Europas Grand Prix. Fontana fick därefter inget nytt kontrakt med Sauber, utan körde senare i det argentinska standardvagnsmästerskapet.

## F1-karriär
| Säsong | Stall/Tillverkare | Poäng | Placering |
| ------ | ----------------- | ----- | --------- |
| 1997   | Sauber-Petronas   | 0     | –         |